# Currie Cup 1892
La Currie Cup de 1892 fue la primera edición del principal torneo de rugby provincial de Sudáfrica.
Se disputó en la ciudad de Kimberley, entre cinco seleccionados provinciales, resultando campeón el equipo de Western Province.

## Sistema de disputa
El torneo se disputó en formato liga donde cada equipo se enfrentó a los cuatro equipos restantes, obteniendo 2 puntos por victoria, 1 por empate y 0 por la derrota.

## Clasificación
| Pos. | Equipo           | Encuentros | Encuentros | Encuentros | Encuentros | Tantos | Tantos | Tantos | Puntos |
| Pos. | Equipo           | PJ         | PG         | PE         | PP         | F      | C      | Dif    | Puntos |
| ---- | ---------------- | ---------- | ---------- | ---------- | ---------- | ------ | ------ | ------ | ------ |
| 1.º  | Western Province | 4          | 4          | 0          | 0          | 63     | 2      | +61    | 8      |
| 2.º  | Griqualand West  | 4          | 3          | 0          | 1          | 51     | 10     | +41    | 6      |
| 3.º  | Transvaal        | 3          | 1          | 0          | 2          | 28     | 26     | +2     | 2      |
| 4.º  | Natal            | 4          | 1          | 0          | 3          | 11     | 69     | -58    | 2      |
| 5.º  | Border           | 3          | 0          | 0          | 3          | 0      | 46     | -46    | 0      |

## Campeón
| Campeón Western Province |
| Primer título            |